# Black Mirror
Black Mirror és una sèrie de televisió dramàtica britànica creada per Charlie Brooker, produïda per Endemol i emesa en les seves temporades primera i segona, més l'especial de Nadal, pel canal britànic Channel 4. La tercera temporada l'ha produïda i emesa la plataforma de difusió multimèdia Netflix. Pel que fa al contingut i l'estructura del programa, Brooker ha assenyalat que cada episodi té un to diferent, un entorn diferent, fins i tot una realitat diferent, però tots són sobre la forma en què vivim actualment - i sobre la forma en què podríem estar vivint d'aquí a poc temps si no anem amb compte.

## Concepció i estil
Charlie Brooker havia finalitzat la producció de Dead Set, una sèrie dramàtica basada en zombies i, mentre treballava a NewsWise i a altres programes, va decidir que volia fer una altra sèrie dramàtica en un estil d'antologia com The Twilight Zone, Tales of the Unexpected, i Hammer House of Horror. Brooker es va adonar que Rod Serling havia escrit episodis de The Twilight Zone utilitzant temes contemporanis, sovint controvertits, com el racisme, però situant-los en escenaris de ficció per tal de superar els censors televisius d'aquella època. Brooker es va adonar que podia fer escenaris similars sobre temes moderns, i específicament centrar-se en la dependència de la humanitat a la tecnologia, tema que va descobrir en produir la sèrie How TV Ruined Your Life. Brooker va treure el títol de la sèrie a partir d'aquest enfocament:
| « | Si la tecnologia és una droga, i se sent com a tal, aleshores quins són els efectes secundaris? Aquesta zona, entre el plaer i la incomoditat, és on s'estableix Black Mirror, la nova sèrie dramàtica en la qual estic treballant. El mirall negre com a títol és el que trobareu a cada paret, a cada escriptori, al palmell de cada mà: la pantalla freda i brillant d'un televisor, un monitor, un telèfon intel·ligent. | » |

Brooker volia mantenir l'enfocament d'antologia, fent servir noves històries, escenaris, personatges i actors per a cada episodi, ja que considerava que aquest enfocament era un element clau per gaudir d'espectacles com The Twilight Zone; va dir Hi ha d'haver un to de signatura a les històries, el mateix embolcall de xocolata negra, però l'interior sempre serà una sorpresa. Aquest enfocament permetria que Black Mirror es contraposés amb les sèries actuals que tenien un elenc recurrent estàndard. Segons Brooker, l'equip de producció va considerar donar a la sèrie un tema de vinculació o presentador, però en última instància, es va decidir no fer-ho: Hi va haver discussions. Ho expliquem tot al mateix carrer? Fem que alguns personatges apareguin a cada episodi, una mica a l'estil de Three Colours: Blue/White/Red? Vam pensar a tenir un personatge que els introdueixi, a l'estil de Tales from the Crypt, o com Rod Serling, Alfred Hitchcock o Roald Dahl, perquè la majoria d'espectacles d'antologia sí que ho van fer... però com més ho pensàvem, més estrany ens semblava.
Tot i que la producció no utilitza elements d'enllaç entre els episodis, el programa ha inclòs al·lusions d'episodis anteriors a posteriors. Per exemple, Hated in the Nation, de la tercera temporada, torna als esdeveniments del primer episodi de la sèrie The National Anthem i del segon episodi de la temporada White Bear, mentre que l'últim episodi de la quarta temporada Museu Negre inclou referències a cada episodi anterior de la sèrie. Alguns d'aquests són per a la facilitat de reutilització d'un nom desenvolupat en un episodi anterior; per exemple, van crear la xarxa de difusió UKN fictícia per controlar informes de notícies que creen històries, mentre que l'empresa de lliurament de pizza usada a USS Callister es va tornar a usar per a una empresa de camions de pizza a Crocodile. Es van afegir altres al·lusions a mesura que sabien que els espectadors analitzarien intensament els episodis i els proporcionaven com a gags. No obstant això, amb el pas del temps, l'ús de les al·lusions es va fer més propici, com per establir un cànon de l'univers dels somnis que té lloc en els episodis. Brooker va assenyalar que quan van optar per reutilitzar una versió d'Irma Thomas, Anyone Who Knows What Love Is, introduïda per primera vegada a Quinze milions de mèrits, després a Nadal blanc, perquè hi ha tota mena de conjunt en algun tipus d'univers artístic.
Giles Harvey comenta en un perfil de Brooker per a The New Yorker que cada episodi estableix els antecedents de la normalitat contra els quals es revoltarà de manera decisiva. Harvey assenyala que la diversitat de gèneres de l'espectacle demostra que és manifestament el treball d'algú que ha treballat moltes hores darrere de la pantalla. A més, comenta que Brooker és escrupolós, ja que la credibilitat de cada episodi depèn de mantenir la complexa lògica interna del seu món distòpic. Brooker participa durant els processos de rodatge i edició, assenyalant les inconsistències que es presenten i està determinat a fer que els dispositius i les pantalles i interfícies que s'utilitzen en Black Mirror semblin autèntics. Com a exemple de l'atenció minuciosa al detall de Brooker, Harvey informa que Brooker va considerar acuradament si una ampolla de vi que cau es trencaria en les realitats virtuals de Playtest i si plogués a la mateixa localització a San Junipero. Un detall de tecnologia realista és el sistema de correu electrònic a Be Right Back, que contrasta amb ordinadors histriònics que es troben a Hollywood; un correu electrònic s'envia al personatge principal amb l'encapçalament Martha, la gent que ha passat pel mateix que tu va comprar el següent, que conté diversos llibres sobre el tema de l'assessorament del dolor. Sabent que els fanàtics de la sèrie s'han adonat d'alguns d'aquests detalls observant els episodis fotograma a fotograma, Brooker i el seu equip han inclòs missatges humorístics a aquests seguidors a través de missatges impresos en diversos accessoris, com un paràgraf d'un article publicat per un personatge dirigit als fanàtics de la sèrie de Reddit en Cocodril.

## Episodis[8]

### Primera Temporada
- The National Anthem (L'himne nacional): El primer ministre britànic es troba amb un gran dilema: la princesa Susannah ha estat raptada i el seu captor demana com a rescat que ell mantingui relacions sexuals amb un porc i l'acte sigui emès per televisió en horari de màxima audiència.
- 15 Milion Merits (15 milions de mèrits): El capítol explica la història d'una instal·lació on la gent viu en unes cel·les plenes de pantalles i per qualsevol cosa han de pagar crèdits, que obtenen pedalant en una bicicleta estàtica mentre generen energia.
- The Entire History of you (La història completa sobre tu): En aquesta realitat alternativa els éssers humans tenen un xip darrere l'orella que permet registrar i visualitzar posteriorment tot el que veu, sent o fa.

### Segona Temporada
- Be Right Back (Ara torno): Una jove perd al seu xicot en un accident de trànsit i per pal·liar el dolor de la pèrdua contracta un servei en línia amb el qual pot parlar amb un programari que respondria com si fos ell. A mesura que passa el temps aquest programari es passa a comercialitzar en forma de robot.
- White Bear (Ós blanc): Una dona es desperta en una cadira sense recordar res de la seva vida. En començar a investigar descobrirà la foto d'una noia que suposarà que és la seva filla i començarà la seva cerca.
- The Waldo Moment (El moment Waldo): Un comediant fracassat que posa la veu a un os animat de color blau (Waldo) que entrevista a polítics pretenen que van dirigides cap a un públic infantil, però en realitat és per un late show molt popular. Al cap d'un temps en Waldo passa a ser un candidat a la presidència del Regne Unit.

### Especial de Nadal
Es tracta d'un sol capítol emès el 16 de desembre de 2014 protagonitzat per Jon Hamm i Oona Chaplin. Un especial de Nadal en el qual dues persones solitàries que conviuen des de fa temps juntes comencen a explicar-se la història del seu aïllament.

### Tercera Temporada
- Nosedive: Desesperada per augmentar la seva popularitat a les xarxes socials, una dona va il·lusionada a un casament d'alt nivell. Però el viatge no surt com tenia previst.
- Playtest: Un viatger estatunidenc que va malament de diners s'apunta a ser tester d'un nou sistema de videojocs. Aviat descobrirà que la ficció a vegades és massa real.
- Shut Up And Dance: Un virus ha infectat el seu ordinador i ara s'enfronta a una terrible decisió: o segueix les ordres que li manen per SMS o els seus secrets més íntims sortiran a la llum.
- San Junipero: Costa de Califòrnia, 1987. Una jove tímida i una noia alegre i extravertida segellen un vincle molt fort, que sembla desafiar les lleis del temps i de l'espai.[10]
- Men Against Fire: Després de la seva primera batalla, un soldat comença a tenir sensacions estranyes i errors tècnics molt rars.
- Hated In The Nation: Una periodista mor envoltada en la polèmica a les xarxes socials. En investigar, una veterana policia i la seva deixebla, experta en tecnologia, descobreixen quelcom espantós.

### Quarta Temporada
- USS Callister: El comandant Robert Daly dirigeix a la seva tripulació amb saviesa i coratge, però una nova recluta descobrirà que a la nau USS Callister no tot és el que sembla.[11]
- Arkangel: Una mare soltera preocupada per la seguretat de la seva filla decideix implantar-li un dispositiu d'alta tecnologia que monitora la seva localització. I moltes altres coses.
- Crocodile: Mia és una arquitecta que ha de guardar un terrible secret mentre una investigadora d'assegurances examina els records dels testimonis d'un accident.
- Hang the DJ: Quan Frank i Amy es coneixen gràcies a un programa de cites que posa data de caducitat a les relacions, aviat comencen a qüestionar-se la lògica del sistema.[12]
- Metalhead: En un magatzem abandonat, uns carronyaires a la recerca de queviures es topen amb un implacable enemic. Si volen sobreviure, hauran d'escapar a través d'un inhòspit erm.
- Black Museum: Una jove descobreix en plena autopista un museu que conté objectes criminològics suposadament autèntics ... i que ofereix una pertorbadora atracció principal.

### Bandersnatch
Bandersnatch, és una pel·lícula interactiva incorporada dins de la sèrie de la plataforma de Netflix Black Mirror i estrenada el 28 de desembre del 2018.
Dirigida per David Slade i protagonitzada per Fionn Whitehead, Bandersnatch narra la història d'un jove programador de videojocs que el 1984 comença a adaptar una novel·la anomenada Bandersnatch a un joc d'ordinador, amb el somni d'acabar treballant en la companyia de videojocs Tuckersoft. Poc temps de començar a programar el joc, l'empresa el contracta perquè acabi el seu joc interactiu d'aventures amb ells. Amb el termini d'entregar el joc acabat el 12 de setembre, Butler comença a treballar dia i nit. A mesura que avança, el protagonista comença a perdre el cap, qüestionant-se la seva realitat i tot el que l'envolta.
Paral·lelament a la història, l'espectador va escollint el destí i les eleccions de la vida de Stefan Butler, provocant un final o altre a la pel·lícula.

### Cinquena temporada
El desembre de 2017, quan Charlie Brooker i la productora executiva Annabel Jones van ser interrogats sobre la possibilitat de crear una cinquena temporada de Black Mirror, van declarar: Ens encantaria fer-ho. Netflix va anunciar la cinquena temporada a través de les xarxes socials el 5 de març de 2018, encara que no va anunciar la seva data de llançament ni el recompte d'episodis. El 20 de març de 2018, en els Premis Royal Television Society Awards de 2018, Brooker va confirmar que la cinquena sèrie s'havia començat a filmar.
Segons Bloomberg LP, la cinquena temporada s'espera que es publiqui el desembre de 2018 i inclourà un episodi interactiu que permetrà a l'espectador esculli quina acció haurà de seguir el protagonista, seguint les sèries interactives anteriors de Netflix, Puss in Book de Dreamworks Animació i Minecraft: Mode de la història dels jocs Telltale.

## Reflex de la societat actual
És el mateix creador de la sèrie qui apunta que l'univers format pel conjunt dels capítols de Black Mirror representa la situació a la qual pot arribar la societat si la revolució digital arriba a extremar-se. Per tant, la sèrie en el seu conjunt serveix com a mode de reflexió i conscienciació. La visualització de la sèrie promou que els espectadors es formulen preguntes interiors relacionades amb la tecnologia i digitalització. També es pot preguntar si realment la societat pot acabar en algun d'aquests escenaris realment. La majoria de capítols també compten amb l'element emocional, que aconsegueix de manera exquisida que l'espectador entri dins de l'univers de Black Mirror i arribi a sentir-se un membre més controlat totalment per la tecnologia. Les reaccions a la sèrie poden ser diferents, però una cosa està clara: no deixa a ningú indiferent.

## Producció
Charlie Brooker explicant el títol de la sèrie a The Guardian, va assenyalar: Si la tecnologia és una droga -i se sent com una droga- què, exactament, són els efectes secundaris d'aquesta -entre plaer i malestar- és on Black Mirror, la meva nova sèrie de drama, estableix el mirall negre. És el que trobareu a cada paret, a cada escriptori, al palmell de cada mà.
Brooker també va explicar (parlant a la revista SFX), que l'equip de producció va considerar la possibilitat que la sèrie mantingués algun tema o presentador que els enllacés, però com més hi pensàvem, cada vegada ho vèiem més estrany. I finalment es va decidir no fer-ho.

## Recepció
El novembre de 2012, Black Mirror va guanyar el premi a la millor pel·lícula/minisèrie de televisió a la Emmys Internacionals.

## Intel·ligència artificial
La intel·ligència artificial es refereix a sistemes o màquines que imiten la intel·ligència humana per executar tasques. Aquestes màquines compten amb diverses capacitats “humanes” així com el raonament, l’aprenentatge, la creativitat i la capacitat de planejar. Per considerar una autèntica intel·ligència artificial, l’artefacte hauria de ser capaç d’improvisar, aprendre i resoldre problemes adaptant-se a cada situació o, fins i tot, comptar amb un raonament lògic. Aquest tema està estretament relacionat amb la sèrie Black Mirror, una sèrie distòpica creada per Charlie Brooker que mostra el costat més “fosc” de la tecnologia i com aquesta afecta i pot alterar les vides humanes. Hi ha un capítol en concret d’aquesta sèrie anomenat "Be Right Back" que tracta aquest tema.
Ash, la parella de Martha, mor, i ella el troba molt a faltar. És per aquest motiu que després d’assabentar-se del seu embaràs i sentir-se completament sola, es descarrega un programa que imita a Ash per sentir que encara està al seu costat. Aquest programa, en un principi, no convenç a Martha, però al necessitar la seva companyia, es va acostumant fins a arribar a sentir que es tracta d’ell de veritat. El programa va cada vegada millorant fins a oferir-li l’oportunitat de tenir una representació física seva en persona, fet que Martha accepta immediatament. En aquest punt tot sembla anar bé, però a ella li comença a molestar que, per molt que s'hi assembli, no sigui ell de veritat, així que decideix deixar a la versió artificial de la seva parella a les golfes.
Inicialment el programa que imita a Ash no podria ser considerat intel·ligència artificial atès que es tracta d’un programa que cerca, recopila i utilitza tot allò que Ash va escriure a través d'Internet al llarg de la seva vida, però no actúa de manera autònoma. La veritable intel·ligència artificial entra en joc quan el programa evoluciona i ambdós protagonistes mantenen una conversa fluida i natural per trucada. El programa se centra tant a imitar al noi que arriba un punt en què Martha (o fins i tot l'espectador) pensa que el mort ha tornat en vida, fins i tot la màquina li expressa en un moment: “parles de mi com si no hi estigués”, quan realment no hi és, només és una còpia de l’Ash real.
El que va començar com una prova acaba esdevenint un problema (fins i tot hi ha un moment en el qual a Martha se li trenca el mòbil i es desespera per no poder comunicar-se amb el fals Ash).

Quan el programa evoluciona i li envien un robot amb forma humana a la noia, ella s'emociona. Una vegada més, la intel·ligència artificial li ha nuvolat la realitat fent-li creure que es tracta de l’Ash real. Així i tot, Martha, al cap d’un temps, es comença a adonar que unes emocions artificialment fingides mai podran substituir la seva parella: no té registre de la seva resposta sexual, no dorm, no sagna quan es talla... Comença fins i tot a mostrar diferències evidents amb l’Ash real: no li rebat res, i quan la noia el fa saltar per un precipici no mostra cap sentiment, com es pot veure en aquest diàleg:
"Martha: Salta.
Ash: Què? Allà baix? Mai he expressat indicis suïcides o d’auto lesió.
Martha: Sí, però tú no ets tú, veritat?
Ash: És una pregunta difícil, la veritat:
Martha: Només ets unes quantes capes de tú. No tens cap passat, ets nomes un reflexe de coses que ell va fer sense pensar, i no és suficient.
Ash: Va. Només vull complaure’t.
Martha: Complau-me saltant. Fes-ho.
Ash: D’acord, si estàs completament segura.
Martha: Ho veus, Ash tindria por. No hagués cedit tan fàcil, hagués plorat, hagués..."

Diàleg del capítol traduït al català
El robot comença a plorar i ella és incapaç de fer-lo saltar. Aquest fet demostra que tot i que només es tracta d’una resposta simulada per part d’una màquina, la intel·ligència artificial pot tenir una gran influència en la presa de decisions dels humans.
L’any 1950, Alan Turing va proposar al seu article Maquinària artificial i intel·ligència una qüestió relacionada amb aquest tema: poden pensar les màquines. Per revelar-la va proposar un experiment en el qual un humà i una màquina mantenien una conversa. Per passar aquest test, la màquina ha de mantenir una interacció verbal sense mostrar diferència entre ella i un humà. Una persona analitzant la conversa de 5 minuts ha de quedar convençuda que no es tracta d’un programa durant, almenys, un 30% del temps. En el cas de “Be Right Back” l'androide passaria aquesta prova, atès que a simple vista sí que és igual que els humans. Encara que passés el test, es pot observar que el robot no arriba a pensar exactament igual que una persona real.
En aquest capítol el robot no sembla arribar a adquirir consciència. Ell sap que és un robot i el que ha de fer i el que no, per a ell Martha és la seva administradora, però únicament fa el que està programat per fer, sense pensar per ell mateix. La consciència que pot semblar tenir és, al cap i a la fi, una recopilació i una còpia de la consciència digital que va deixar Ash a Internet. Es tracta d’un cos sintètic que no respon a una identitat psicològica.
Els androides intel·ligents són creats normalment amb l’objectiu de resoldre un problema o, en qualsevol cas, amb una finalitat positiva. És per això que les màquines poden arribar a superar a les persones en molts aspectes. Poden arribar a ser de molta utilitat en vàries situacions. Uns robots intel·ligents podrien, per exemple, acomplir tasques perilloses pels humans (exploracions, mineria…). També podrien resoldre algunes de les nostres necessitats (assistents digitals, per exemple).
Els inconvenients, en canvi, també són grans. En poder substituir a persones per certs treballs, fet que portaria a l’atur a molta gent. A més, es tracten de màquines que no tenen barrera moral i que, per tant, no tenen límits establerts, fet que sense un control pot resultar molt perillós.
Per una altra banda, alguns experts també alerten que la persona afectada per la mort no arribaria mai a avançar i a adaptar-se a un món sense la presència del seu estimat.
El 2015, Roman Mazurenko va morir atropellat, així que la seva millor amiga Eugenia Kuyda va recopilar els seus missatges de text, fotografies i altra informació i els va entregar a la companyia de software Luka en la qual ella mateixa hi treballava, especialitzada en la creació de bots. Aquesta empresa va llançar l’anomenat Romanbot, un programa que li permetia interactuar amb el seu amic mort.
Tot i que va ajudar a la noia a passar el dol, molts amics i familiars de Mazurenko van descriure l'experiència com a estressant i depriment, a més de sentir que, tot i que s'hi semblava, el bot no arribava a ser idèntic a l’humà.